# Die beiden Seehunde (1928)
Die beiden Seehunde ist ein österreichisches Stummfilmlustspiel aus dem Jahre 1928 von Max Neufeld mit Hans Junkermann in einer Doppelrolle. Die weibliche Hauptrolle verkörpert Charlotte Ander. Die Geschichte basiert auf dem gleichnamigen Lustspiel (1917) von Carl Rössler.

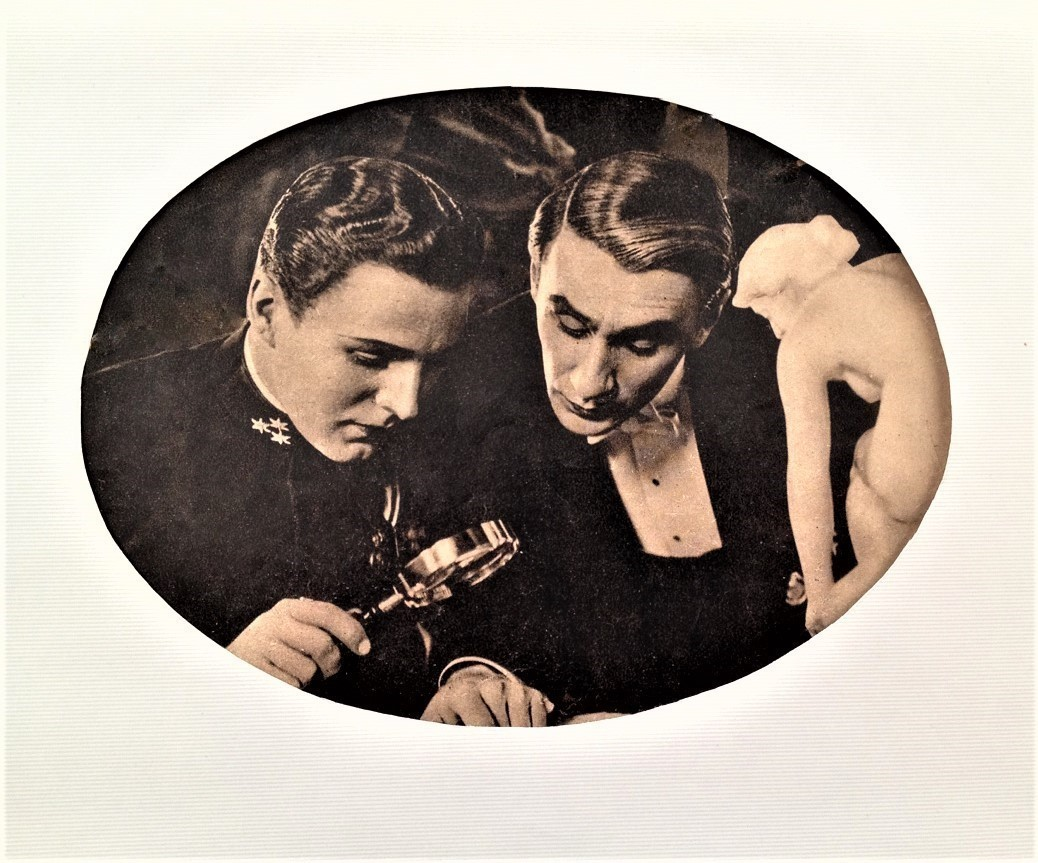
Szenenfoto aus Die beiden Seehunde mit Werner Pittschau (links)

## Handlung
In einem kleinen europäischen Duodezfürstentum namens Leuchtenstein. Der leicht verkalkte Großherzog Christian, vom Volk mit dem Beinamen „der Gütige“ geschmückt, begegnet eines Tages dem Dienstmann Hessdörfer, der ihm wie ein Zwillingsbruder gleicht. Vor allem tragen beide einen markanten Schnauzbart, sodass sie zwei Seehunden ähneln. Hessdörfer wurde von polizeilicher Stelle klargemacht, dass er seine Manneszier demnächst entfernen solle, damit die Unverwechselbarkeit des allergnädigsten Landesfürsten wiederhergestellt werde. Doch der denkt gar nicht daran, und während er im Rahmen einer Audienz Großherzog Christian kennenlernt, um diesem sein Anliegen vorzutragen, erfährt der Herrscher, dass die Bevölkerung nicht gut auf ihn zu sprechen ist. Christian muss feststellen, dass er sein eigenes Volk gar nicht so richtig kennt, und deshalb erwächst in ihm die Idee, mal die Rollen zu tauschen. 
Der Dienstmann darf für einen Tag in die Rolle des Potentaten schlüpfen, nach Herzenslust auf dem Schloss schlemmen und es sich so richtig gut gehen lassen. Währenddessen möchte der Großherzog in die Rolle Hessdörfers, die des „einfachen Mannes aus dem Volk“, schlüpfen, und seinen Untertanen aufs Maul schauen. Dieser Rollentausch geht erwartungsgemäß schief, denn, dass muss der echte Dienstmann bald erkennen, das Regieren ist gar nicht so einfach wie es scheint. Auch seine Durchlaucht hat so seine Probleme, sich mit dem Leben eines einfachen Arbeiters zurechtzufinden. Am Ende kommt es sogar so weit, dass Großherzog Christian aufgrund einer angeblich unbotmäßigen Äußerung wegen Majestätsbeleidigung vorübergehend verhaftet wird. Der Irrtum klärt sich bald auf, und beide Männer sind heilfroh, dass sie in ihre wirklichen Existenzen zurückkehren können.

## Produktionsnotizen
Gedreht im Frühling 1928, passierte Die beiden Seehunde am 18. Juni 1928 die Filmzensur und wurde am 21. September 1928 uraufgeführt. Der Sechsakter war etwa 2600 Meter lang.
Die Filmbauten entwarfen Hans Ledersteger und Franz Meschkan.

## Kritiken
Das Grazer Volksblatt schrieb: „Die Darstellung läßt nichts zu wünschen übrig. (…) Ab und zu überschreitet die Regie allerdings die Grenze des Lustspieles, in dem sie einzelne Szenen zu sehr ins Groteske überleitet, was aber den Erfolg keineswegs beeinträchtigt.“
Der Tag lobte vor allem die darstellerischen Leistungen Hans Junkermanns: „Im Film … hat man sein Vergnügen an der bildhaften Charakterkomik Hans Junkermanns. Er stellt dem großväterlich gütigen Großherzog einen volkstümlich hartköpfigen Dienstmann gegenüber, setzt der Regenten-Kopie offenbachisch-heitere Lichter auf und verleiht der Doppelgängerei des hochgeborenen Eckenstehers rührende Züge. Diese schauspielerisch kluge und feine Leistung macht den Film in seiner Art wertvoll.“